# 잘 알지도 못하면서
"잘 알지도 못하면서"는 2009년에 개봉한 대한민국의 영화이다.

## 캐스팅
- 김태우 : 구경남 역
- 고현정 : 고순 역
- 엄지원 : 공현희 역
- 공형진 : 부상용 역
- 하정우 : 조씨 역
- 정유미 : 유신 역
- 유준상 : 고 국장 역
- 문창길 : 노화가 양천수 역
- 서영화 : 배우 심사위원 역
- 은주희 : 오정희 역
- 예수정 : 여배우의 어머니 역
- 김연수 : 흥행감독 역
- 민복기 : 제천 역
- 이종무  : 평론가 심사위원 역
- 마이클 웨인 로저스  : 외국인 심사위원 역
- 문소리  : 서울여자 (목소리) 역
- 황선형  : 영화제 사무국장 역
- 박수민  : 대학원 여학생 역
- 고창균  : 영상위 양팀장 역
- 유은실  : 자봉녀 역
- 김종석  : 자봉남 1 역
- 이금락  : 자봉남 2 역
- 최도림  : 사인받는 학생 역
- 황서희  : 여학생1 역
- 최수지  : 여학생 2 역
- 장혜진  : 여학생 3 역
- 송새롬  : 여학생 4 역
- 홍상표  : 남학생 1 역
- 진혁  : 남학생 2 역
- 강민우  : 남학생 3 역
- 전형원  : 동네남자 1 역
- 이병훈  : 동네남자 2 역
- 김수범  : 리조트 매니저 역
- 정성은  : 수영장커플 역
- 정의도  : 수영장커플 역
- 김정애 :  식당 아주머니 역
- 고인희  : 갤러리 대표 역